# Schron z Niespodzianką
Schron z Niespodzianką – jaskinia w orograficznie lewych zboczach Doliny Kobylańskiej. Administracyjnie znajduje się w obrębie wsi Karniowice, w gminie Zabierzów w powiecie krakowskim, w województwie małopolskim. Pod względem geograficznym jest to obszar Wyżyny Olkuskiej wchodzący w skład Wyżyny Krakowsko-Częstochowskiej.

## Opis obiektu
Jest to schronisko znajdujące się w grupie niewielkich skałek po południowej stronie Szerokiego Muru (na wysokości 40 m nad dnem doliny). Główny otwór o południowo-zachodniej ekspozycji znajduje się pod niewielkim okapikiem na wysokości około 1 m nad ziemią. Za nim jest niska studzienka, okno w stropie i drugi otwór, za którym znajduje się niewielka, ale dość wysoka salka. Przeciwległa do otworu ścianka tej salki wznosi się do półeczki, za którą znajduje się niedostępna szczelina wychodząca dwoma pęknięciami na szczycie skały.
Schronisko powstało w wapieniach górnej jury w wyniku procesów krasowych. Jest wilgotne i widne tylko w części wstępnej. Salka jest ciemna. Ściany i strop są silnie zerodowane, bez nacieków, na dnie znajduje się skalny rumosz i liście. Ze zwierząt obserwowano pająki z rodzaju Meta (sieciarz).
Dokumentację i plan schroniska sporządził J. Nowak w 2003 r. Informację o nim opublikował w 2004 r.

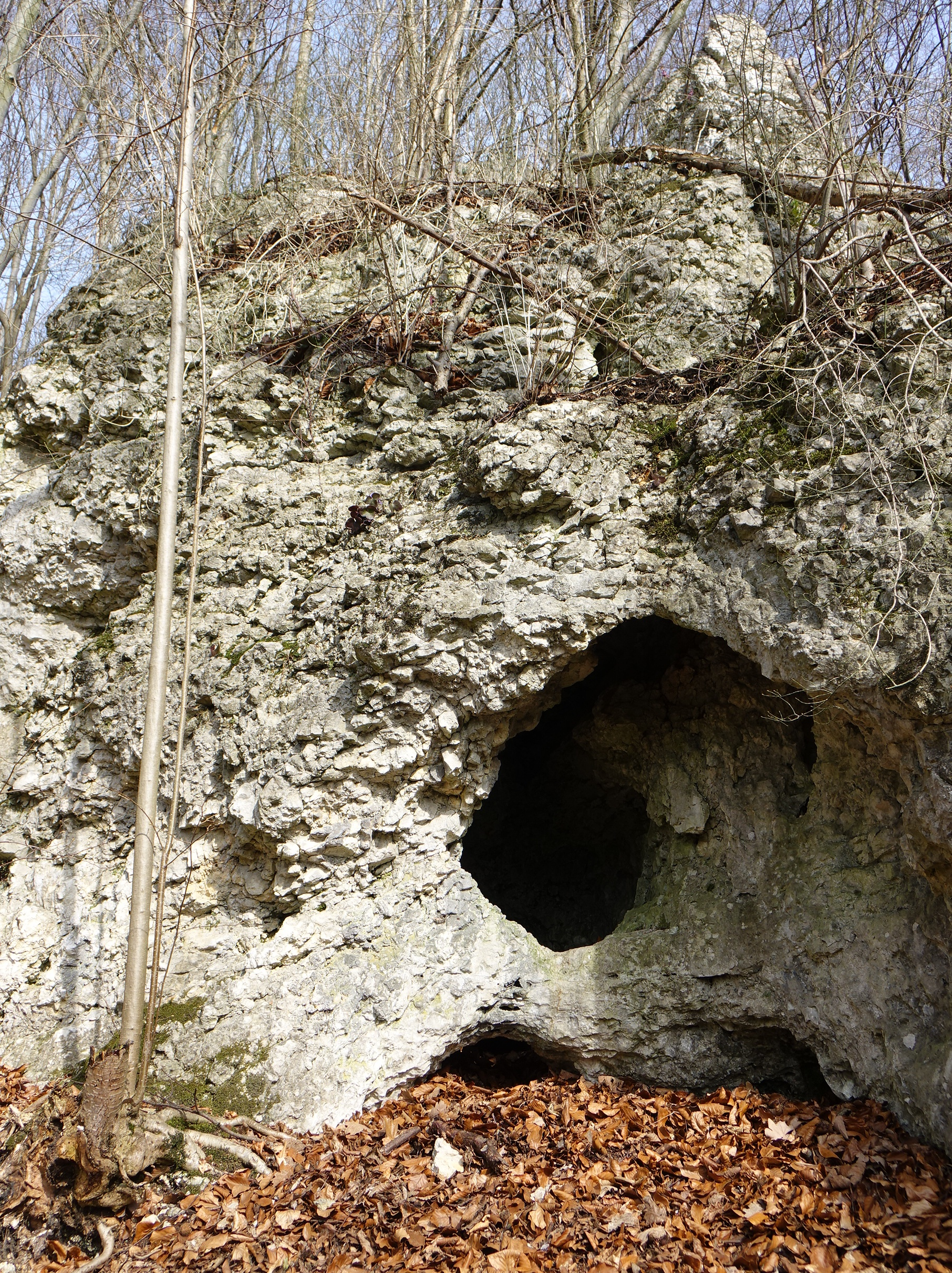
Skałka ze schroniskiem
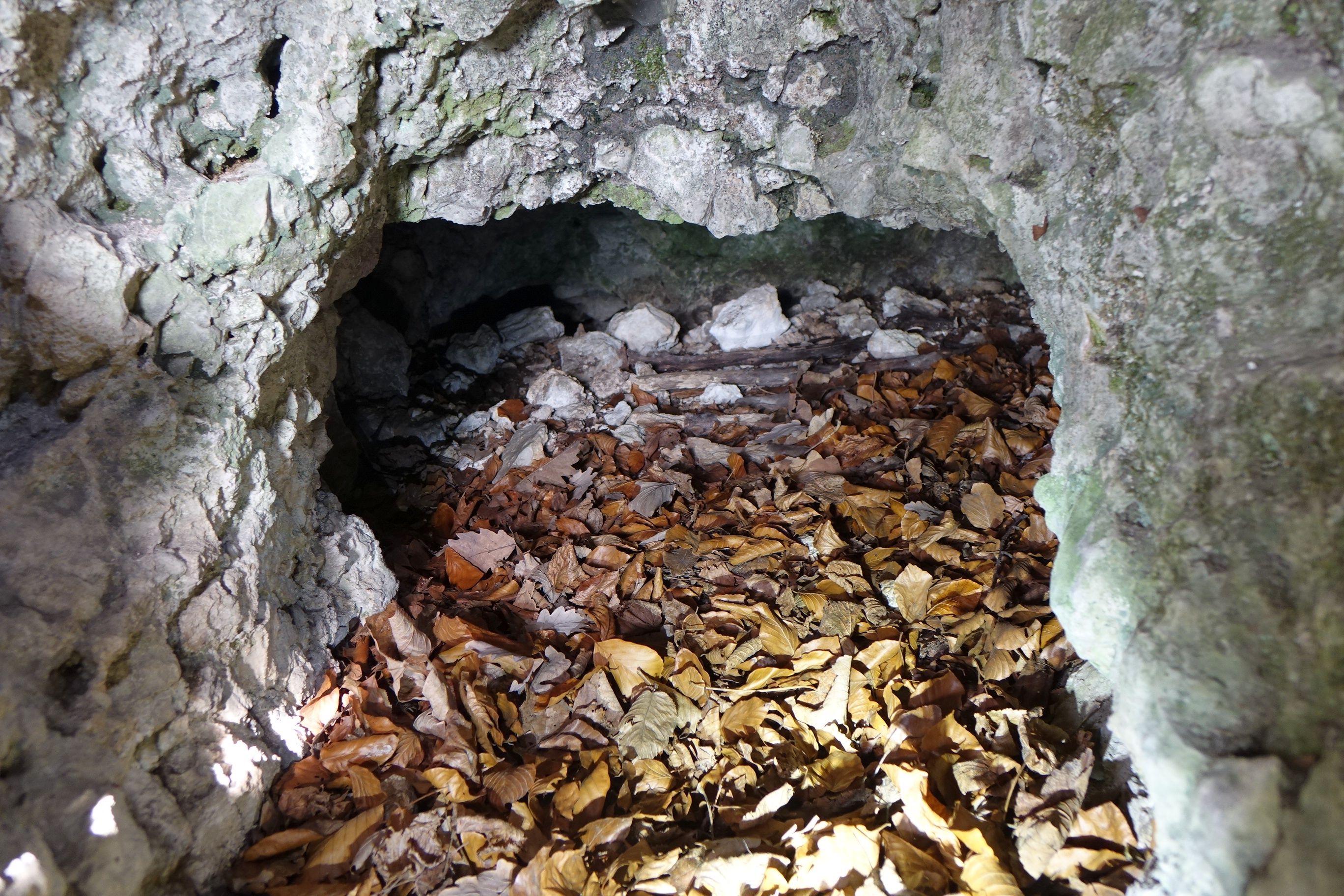
Otwór między studzienką i salką
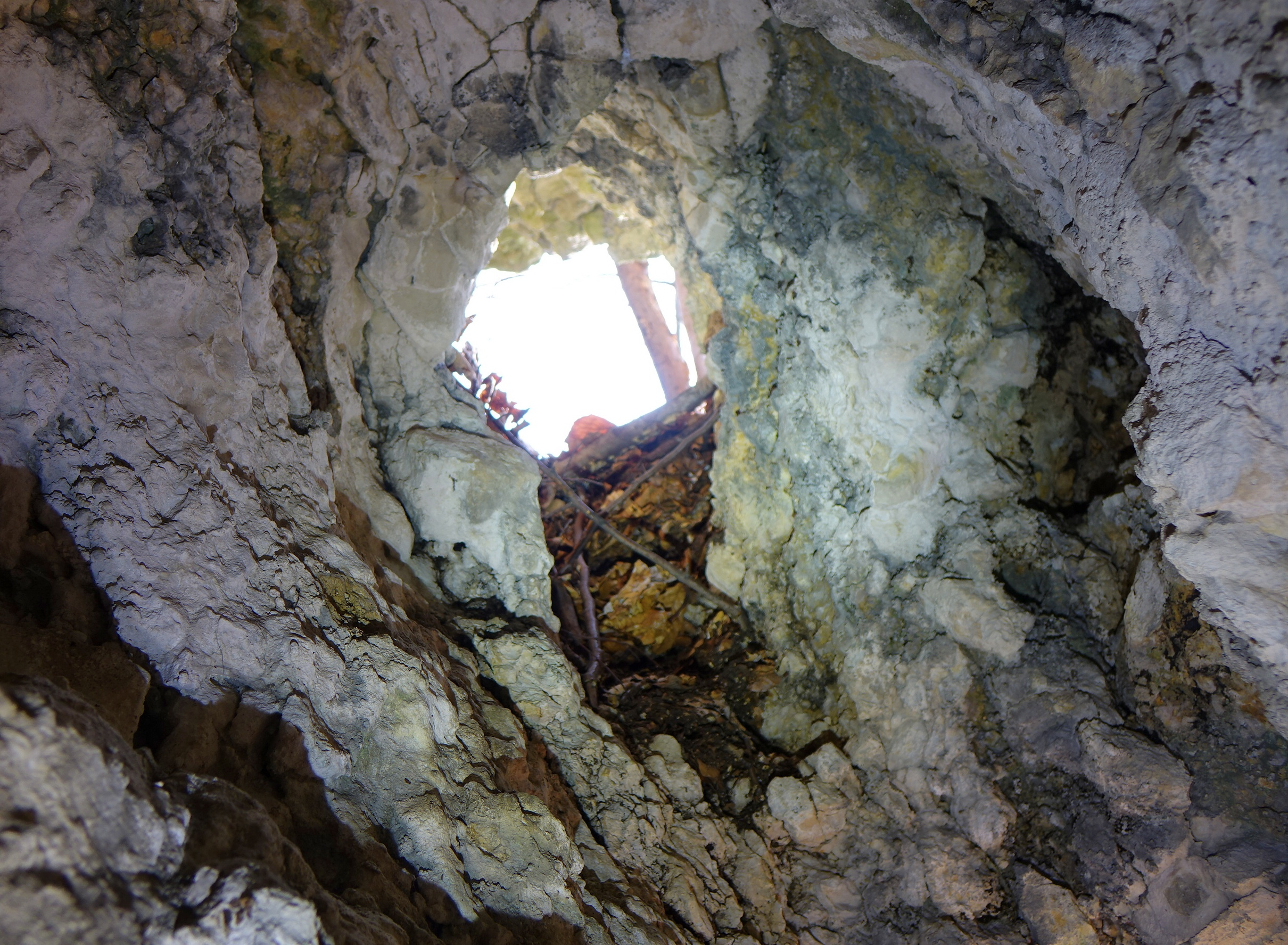
Okno w stropie nad studzienką
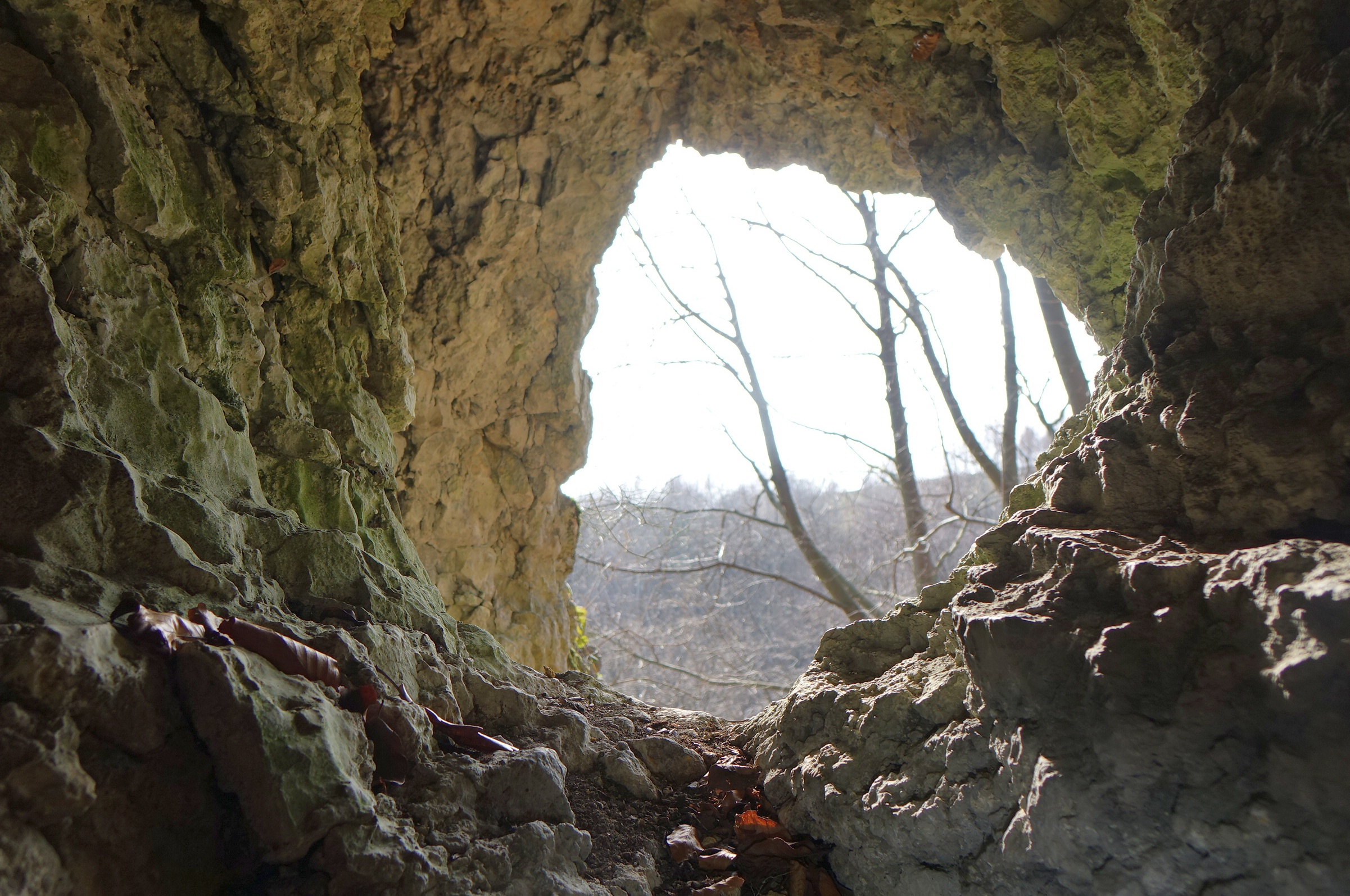
Widok ze studzienki przez otwór
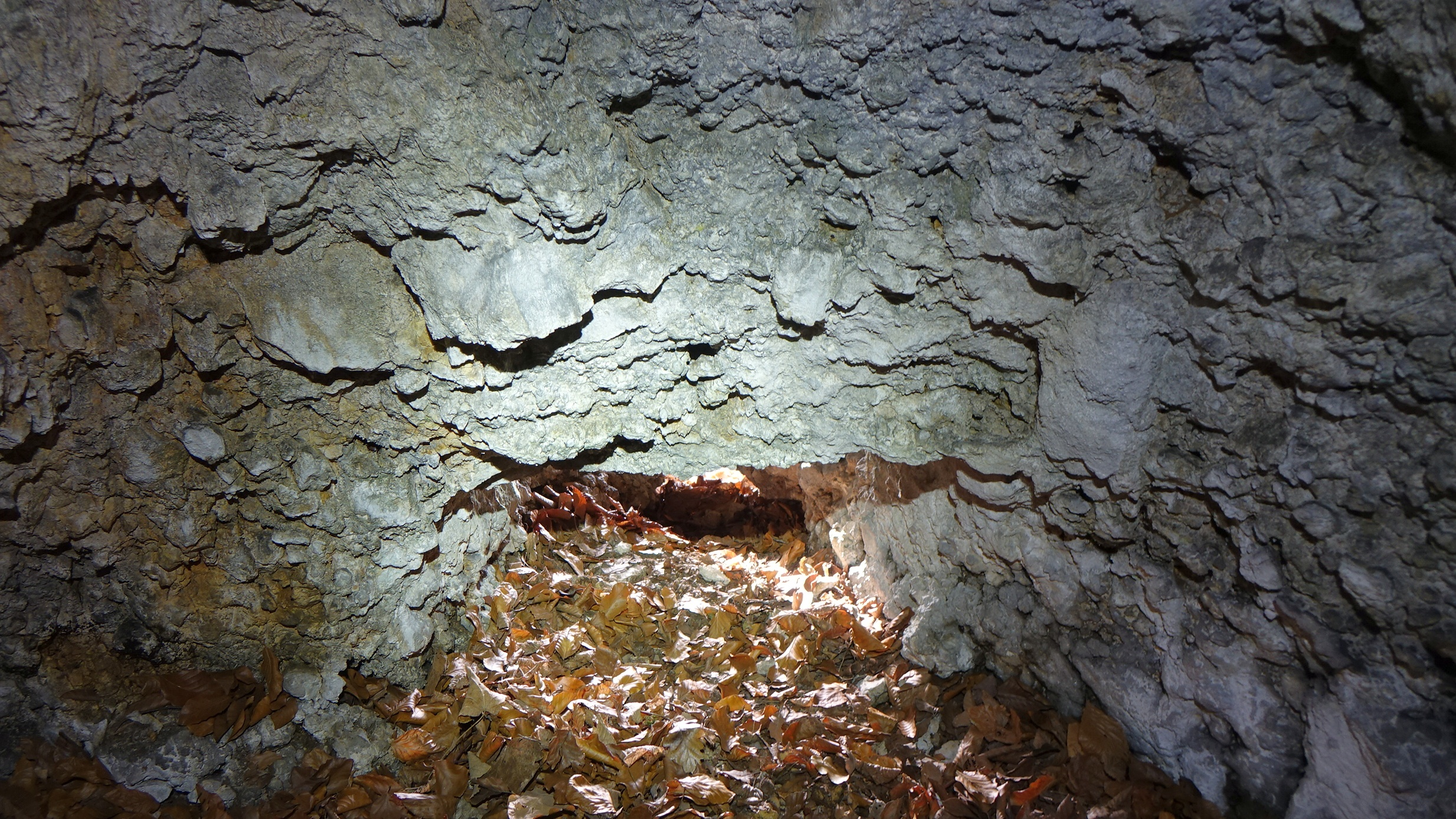
Ściana salki